# کرگدن (موجود افسانه‌ای)
این نوشتار به کرگدن در افسانه‌ها می‌پردازد. برای حیوان، کرگدن را ببینید.
کرگدن(ارباب صحرا) موجودی افسانه‌ای است که گفته می‌شود در دشت‌های سرسبز هندوستان و ایران زندگی می‌کرد.
تصویر کرگدن در هنر شمال هند هم یافت شده است. مثل تک‌شاخ آنرا هم باکره‌ها می‌توانند رام کنند و با جانوران دیگر وحشیانه رفتار می‌کند. این موجود از کرگدن هندی که برای اولین بار در سده ۱۰ یا سده ۱۱ توصیف شده منشأ گرفته است، بعدها در آثار نویسندگان بعدی به یک موجود افسانه‌ای «با جد سایه‌واری از کرگدن»،
و کیفیت عجیب و غریب مثل داشتن شاخ و خاصیت شفابخشی تبدیل شد.

## در ادبیات فارسی
در آثار ادبی فارسی زبان از این موجود افسانه‌ای با نام کرگ [ ک َ ] (اِ) یاد شده و در لغتنامه‌ها آنرا مخفف کرگدن دانسته اند. فرهنگ آنندراج کرگ را جانوری معرفی کرده است که به هندی گیندا نام دارد.